# Eugénie Grandet
Eugénie Grandet is een roman van Honoré de Balzac, die voor het eerst in 1833 verscheen. Het algehele oeuvre van Balzac heet ‘La Comédie humaine’ (De menselijke komedie), een illustratie van de Franse samenleving van zijn tijd. Binnen ‘La Comédie humaine’ maakt ‘Eugénie Grandet’ deel uit van de ‘Études de Moeurs’ (Studie van Zeden). Binnen die categorie valt het boek binnen de ‘Scènes de la Vie de Province’ (Scènes van het provincieleven).

## Samenvatting
De gierige kuiper Grandet, woonachtig in het Franse provinciestadje Saumur, heeft in zijn leven een behoorlijk fortuin vergaard. In al vaders gierigheid leiden hij en zijn familie een heel bescheiden, sober leven. Daar waar hij zijn gezinsleden laat geloven dat het slechts een bescheiden fortuin betreft, weten de stadsbewoners wel beter. Eugénie, dochter en erfgename van Grandet, is om deze reden erg in zwang als huwelijkskandidate. Zij, onschuldig en naïef, is zich hier echter niet bepaald van bewust.
Op een bepaald moment staat haar neef uit Parijs, Charles, opeens voor de deur. Hij is door zijn rijke vader gestuurd. Het blijkt dat zijn ‘rijke’ vader failliet is gegaan en zelfmoord heeft gepleegd. Charles blijft een tijdje bij het gezin Grandet wonen. Eugénie wordt verliefd op hem, terwijl haar vader juist probeert hem weg te krijgen. Uiteindelijk vertrekt Charles naar Indië (Zuidoost-Azië) om daar geld te verdienen, maar Eugénie is nog steeds erg verliefd op hem.
Na de komst van haar neef krijgt zij pas door wat voor een slecht karakter haar vader eigenlijk heeft. Hij is geobsedeerd door zijn geld en bezit, hij denkt aan niets anders. Hierin ontziet hij niets en niemand, zelfs niet zijn vrouw, dochter en dienstbode. Zij leven zonder liefde. Uiteindelijk sterven Eugénies ouders en blijkt dat haar neef haar bedriegt. Zelf heeft ze geen man, geen kinderen en geen familie.

## Thematiek
Het belangrijkste thema van het boek is gierigheid, een van de zeven hoofdzonden. Eigenlijk is het fortuin van vader Grandet de ‘hoofdpersoon’ van het boek. Geld staat centraal en beïnvloedt het handelen van de personages.
Gierigheid komt natuurlijk heel duidelijk naar voren bij het personage van vader Grandet. Heel zijn leven is hij bezig geweest met het vergaren van zijn fortuin, zonder er ook maar iets mee te doen. Hij wil meer en meer geld, maar besteedt dit bijna nergens aan. Geld is voor hem belangrijker dan liefde. Voor zijn ‘vrienden’ geldt dit ook. Om financiële redenen wedijveren ze om de hand van Eugénie voor hun zoons.
Bij Eugénie ligt het juist andersom, zij vindt liefde belangrijker. Zij geeft zelfs een belangrijk deel van haar goud aan Charles, omdat ze van hem houdt en hoopt dat hij er wat goeds mee kan doen. Door deze actie wordt haar vader erg boos op haar, hij laat haar zelfs opsluiten in hun eigen huis. Dit doet de zieke moeder van Eugénie erg veel pijn, de gierigheid van haar man heeft als het ware een weerslag op haar lichaam.
Ook Charles blijkt uiteindelijk meer om geld te geven dan om liefde. Om hiertoe te komen maakt hij een proces door. Hij komt aan in Saumur als rijke en verwende Parijse dandy. Hierna lijkt hij een gentleman te worden en echt om Eugénie te geven, niet om haar geld. Maar aan het einde van het verhaal blijkt dat het geld hem toch meer trekt: hij trouwt een andere vrouw om haar geld, en niet uit liefde.
In de roman maken meerdere personages door de tijd heen een psychologisch proces door. Hierbij staat het karakter van Eugénie (zij verliest haar illusies en naïviteit) tegenover de onvermurwbare aard van haar vader.

## Relaties met andere (literaire) teksten
Het thema van gierigheid komt ook voor in de volgende werken/bij de volgende personages:
- De vrek (L’Avare) van Molière (Harpagon)
- Aulularia van Plautus
- Warenar van P.C. Hooft
- A Christmas Carol van Charles Dickens (Ebenezer Scrooge)
- Dagobert Duck
- Al-bukhalaa - The Book of Misers van Al-Jahiz